# イッツ・オンリー・ロックン・ロール (曲)
「イッツ・オンリー・ロックン・ロール」(It's Only Rock'n'Roll (But I Like It))は、ローリング・ストーンズの楽曲。作詞・作曲はミック・ジャガーおよびキース・リチャーズ。1974年リリースのアルバム『イッツ・オンリー・ロックン・ロール』収録曲で、同アルバムからの先行シングルとして初登場した。

## 解説
元々この曲は、当時フェイセズのギタリストだったロン・ウッドの1stソロ・アルバム『俺と仲間』の製作にミック・ジャガーが参加したことから生まれている。アルバムはウッドのリッチモンドにある自宅の地下室で制作されたが、そこで2つの曲を一緒に作ったという。そのうちの1曲が本作で、もう一方の「俺の炎」は、そのまま『俺と仲間』の冒頭を飾った。そこにはウッド、ジャガーの他、ケニー・ジョーンズ（ドラム）、ウィリー・ウィークス（ベース）、そしてデヴィッド・ボウイ（バックヴォーカル）が参加していたという。尚、このアルバムにはストーンズからはキース・リチャーズやミック・テイラーも参加している。
作者クレジットはジャガー/リチャーズとなっているが、曲の原型はウッドが作ったという。このため、クレジットには"Inspiration by Ronnie Wood"と注釈がつけられることがある。「たかがロックンロール、でもそれが大好きなんだ」というフレーズは、ジャガーとケニー・ジョーンズが起こしたちょっとした口論から生まれたものだという。こうして原型が出来上がったものをストーンズのセッションに持ち帰り、ミュンヘンのミュージックランド・スタジオに於いて更に練り上げた結果としてできたのが本作である。ミュンヘンに持ち帰ったセッションテープには幾つかの改変が為されており、イアン・スチュワートのピアノが追加されている。歌詞にはデヴィッド・ボウイの「ロックン・ロールの自殺者」（1972年のアルバム『ジギー・スターダスト』収録）からの影響が見られるとする指摘がある。
シングル盤のジャケットには大きなペンを自分の胸部に突き刺すジャガーのイラストが描かれている。このイラストの意味についてジャガーは「まぁ、気楽なアンチ・ジャーナリズムってやつかな」と説明している。マイケル・リンゼイ＝ホッグの監督によるプロモーション・ビデオも制作され、水兵隊の衣装を着たメンバーが船内をイメージしたセットの中で演奏するシーンが中心となって収められているが、後半からセット内にシャボン玉が充満していくシーンで、シャボン玉の勢いが強すぎて泡が見る見るうちに充満してしまい、後方でドラムを叩いていたチャーリー・ワッツが逃げ遅れる場面も映されている。この映像はYouTubeのストーンズ公式ページで視聴できる。
1974年7月26日に英米同時にリリースされ、イギリスでは何とか10位につけたものの、アメリカでは最高位16位（ビルボード）に甘んじている。ストーンズの先行シングルがアメリカでトップ10に入らなかったのは1968年の「ストリート・ファイティング・マン」（48位）以来であるが、この曲の場合は全米中のラジオ局で放送禁止の措置をとられたという背景もある。この結果にストーンズの商業的スランプの端緒と見る向きも多かった。しかしその一方、後述の通りコンサートに採り上げられる機会は多く、また多くのベスト・アルバム、コンピレーション・アルバムに収録されるなど、ストーンズの代表作の一つという評価を得ている。
尚、シングルのB面に収録された「スルー・ザ・ロンリー・ナイト」は、アルバム『イッツ・オンリー・ロックン・ロール』からの曲ではなく、1973年のアルバム『山羊の頭のスープ』のアウトテイクである。この曲にはジミー・ペイジが参加したとする説がある。この曲は以後、ストーンズのアルバムには全く収録されず、レア・トラックとなっていたが、2005年リリースのコンピレーション・アルバム『レアリティーズ 1971-2003』で初めて公式アルバムに収録されている。

## コンサート・パフォーマンス
1975年の全米ツアーから直近の2016年のツアーまで、1980年代前半を除く全てのツアーで披露され続けている。しかし、ストーンズの公式ライブアルバムには『ラヴ・ユー・ライヴ』と『ライヴ・リックス』にしか収録されていない。なお、基本的にライブテイクはアレンジがスタジオテイクと大幅に違っている。

## 参加ミュージシャン
- ミック・ジャガー - リード&バッキング・ボーカル[14]
- キース・リチャーズ - エレキギター、バッキング・ボーカル[14]
- イアン・スチュワート - ピアノ[14]
- ロン・ウッド - 12弦アコースティックギター、バッキング・ボーカル[14]
- ウィリー・ウィークス - ベース[14]
- ケニー・ジョーンズ - ドラムス